# غلوريا شي
غلوريا شي (بالإنجليزية: Gloria Shea)‏ هي ممثلة أمريكية، ولدت في 30 مايو 1910 في نيويورك في الولايات المتحدة، وتوفيت في 8 فبراير 1995 في جاكسونفيل في الولايات المتحدة.

## أعمال

### أفلام
- أخر أيام بومبي

## وصلات خارجية
- غلوريا شي على موقع IMDb (الإنجليزية)
- غلوريا شي على موقع أول موفي (الإنجليزية)
- غلوريا شي على موقع قاعدة بيانات الأفلام السويدية (السويدية)
- غلوريا شي على موقع قاعدة بيانات الفيلم (الإنجليزية)